# 王集乡 (郏县)
王集乡，是中华人民共和国河南省平顶山市郏县下辖的一个乡镇级行政单位。

## 行政区划
王集乡下辖以下地区：
辛庄村、大墙李村、竹园寨村、王集村、徐庄村、农科站村、赵刘庄村、步店村、魏庄村、苏庄村、宋庄村、马头王村、孙集村、刘庄村、北李庄村、龙头槐村、孔楼村、候店村、董村、兰庄村、东岩村、西岩村、蔡庄村、雨霖头村、柴堂村、吴楼村、毛庄村、汪庄村、史庄村和枣庄村。